# 浅田秀子
浅田 秀子（あさだ ひでこ、1953年 - ）は、日本の国語学者、日本語教師、メゾソプラノ歌手。東京都出身。

## 略歴
東京学芸大学教育学部附属高等学校卒、東北大学文学部国語学専攻卒業。出版社勤務、中国河北大学外文系日語科教師、有限会社日本語コスモス代表。日本大学経済学部非常勤講師。博士（文学）。2006年、タイ国立チュラーロンコーン大学・国際交流基金バンコク日本文化センター・泰日経済技術振興協会より招聘を受け、「敬語の意義と用法」について講演。学ぶ学）。2006年、タイ国立チュラーロンコーン大学・国際交流基金バンコク日本文化センター・泰日経済技術振興協会より招聘を受け、「敬語の意義と用法」について講演。
2006年第7回大阪国際音楽コンクール、アマチュア部門ヴィルトーゾ・コース金賞受賞、2007年第17回日本クラシック音楽コンクール、2008年第18回日本クラシック音楽コンクール全国大会入選。1996年よりドラマティック・リサイタル等を開催。

## 著書

### 単著
- 『日本語教師の中国日記』（駸々堂出版）1988
- 『体験・中国病気紀行』（駸々堂出版）1989
- 『日本語の宝石箱』（講談社）1992
- 『犬のいる風景』（近代文芸社）1994
- 『教室は野の花のように 中国の大学生と「ことばあそびうた」』（南雲堂）1995
- 『敬語マニュアル』（南雲堂）1996
- 『日本語にはどうして敬語が多いの?』ことばの探検・敬語（アリス館）1997
- 『知らないと恥をかく「敬語」』（講談社文庫）1999
- 『敬語で解く日本の平等・不平等』（講談社現代新書）2001
- 『もう迷わない ビジネス敬語相談室』（講談社）2003
- 『例解同訓異字用法辞典』（東京堂出版）2003
- 『「敬語」論--ウタから敬語へ』（勉誠出版）2005
- 『シューベルト「冬の旅－冥界のヘルメス」解釈と演奏法』（ブイツーソリューション）2010
- 『漢検・漢字ファンのための同訓異字辞典』（東京堂出版）2012
- 『敬語の原理及び発展の研究』（東京堂出版）2014
- 『現代感動詞用法辞典』（東京堂出版）2017  共著

- 『現代形容詞用法辞典』（飛田良文共著、東京堂出版）1991
- 『現代副詞用法辞典』（飛田良文共著、東京堂出版）1994
- 『現代擬音語擬態語用法辞典』（飛田良文共著、東京堂出版）2002

### 校閲・監修
- 『弔事の手紙の手帳 葬儀・法要・お悔やみ』（小学館）1995
- 現代日葡辞典（小学館）
- 日中辞典（小学館）
- スーパーアンカー和英辞典（学習研究社）
- 『1週間で必ず身につく上手な話し方』（ナツメ社）2004

### CD
- ドイツ・リート劇場①　禁断の苑に咲いた花（シューベルト名曲集）（石鍋多加史・松山優香と共演）
- ドイツ・リート劇場②　辻音楽師の問わず語り（シューベルト「冬の旅」）（石鍋多加史・安冨貴代子と共演）